# Marian Rosenzweig
Marian Rosenzweig (n. 10 iulie 1937) a fost un opozant al regimului comunist.

## Biografie
Marian Rosenzweig s-a născut la 10 iulie 1937 în București. După absolvirea liceului s-a înscris la Institutul de Construcții din București. În perioada când era student în anul II a participat la mișcările revendicative ale studenților din București în 1956 (vezi Mișcările studențești din București din 1956). A fost printre organizatorii unui miting de solidaritate cu studenții arestați, programat pentru ziua de 15 noiembrie 1956. A fost arestat la 28 noiembrie 1956. Ancheta sa a fost condusă de locotenent major Gheorghe Mihăilescu, locotenent major Constantin Popescu, locotenent major Vasile Dumitrescu și locotenent major Dumitru Preda. Prin sentința Nr. 234 din 15 februarie 1957 a Tribunalului Militar București a fost condamnat la 1 an închisoare corecțională. A fost eliberat, după executarea sentinței, la 27 noiembrie 1957.